# COGAG
COGAG（英語: COmbined Gas turbine And Gas turbine）とは、同種または異種のガスタービンエンジンを複数組み合わせた推進方式のこと。主に艦船で使用される。

## 舶用ガスタービンエンジンと組み合わせ機関
船舶を推進するために必要な動力は、その速度の3乗に比例して増加するという特性がある。例えば原速12ノットを基準とした場合、20ノットなら4.7倍、30ノットなら15.6倍の出力が必要とされており、高速性能を要求すると機関出力に関する要求が急速に増大することになる。一方、特に軍艦では戦術状況に応じて様々な速度域を使い分けることもあって、高速性能は重要とはいっても使用頻度は極めて少なく、全力での運転が行われるのは艦艇の全生涯のうちの5パーセント以内にすぎないといわれている。艦艇の機動性においては、高速性能とともに航続距離も重要だが、その大部分は低速度域で過ごすため、機関は15パーセント以下の出力での燃料消費率を最小にしなければならないことを意味する。
ガスタービンエンジンは、往復運動部分を持たないために静粛性が高く振動が少ないほか、蒸気タービン機関のような汽醸を要さず、暖機運転にかかる時間もディーゼルエンジンよりも短く、即応性に優れるという利点があり、舶用機関として有用である。しかし現在のオープンサイクルガスタービンは、部分負荷での燃料消費率が極めて悪いという特性があり、上記のように幅広い速度域での運用を考慮する必要がある軍艦では、燃料の消費量が増大するという問題がある。
この問題に対して用いられるのが、組み合わせ機関である。一般的に、巡航時の出力が全力の20パーセント以下である場合は、CODOGやCOGOGなど、低速用の巡航機と全力用の高速機を切り替えて用いる方式がよいとされる。100パーセント全力のものを120パーセントにするためにギアリングなどに苦労しても1ノット程度の速力上昇しか得られないのであれば、低速用と全力用に割り切ったほうが効率的という判断である。一方、巡航時の出力が全力の30パーセント以上となると、巡航機の出力を全力時にも使わなければ間に合わなくなることから、CODAGやCOGAGなど、低速用の巡航機とブースト用の加速機を併用する方式がよいとされる。特に40パーセント以上となるとCODAGは不利になり、COGAGやCOSAGが有利となる。なお60パーセント以上の比率となった場合は、組み合わせ機関よりは、1種類のエンジンの分出力で賄ったほうが有利であろうとされる。

## COGAG方式

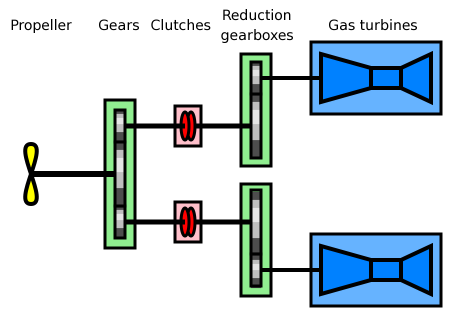
COGAGの模式図。右側の二つのエンジン（青）がクラッチ（赤）を介して一つのプロペラ（黄）を回している。巡航時には片方のエンジンのみを運転し、高速／急加速が必要な時はもう片方のエンジンも運転される。すなわち高速航行時には両方のエンジンが同時に運転される。
この図ではエンジンは同型のものが使用されている。

組み合わせ機関のうち、低速用の巡航機と加速用のブースト機の両方にガスタービンエンジンを用いる方式をCOGAGと称する。
一般的には、1本の推進軸に対して2基のガスタービンエンジンが配置される。この場合、2軸推進艦であれば4基のエンジンを搭載して、全速航行時は4基すべてを全力で運転することになる。一方、巡航時には運転するエンジンを2基に減らす（あるいは4基すべてを部分負荷で運転する）、更に低速の際には1基のみを運転して、もう片舷の推進器は空転させておくことになる。
COGAG方式で組み合わせるエンジンは、全てを同機種で揃えれば維持管理や教育訓練の面でメリットが大きい一方、所要出力を達成できなかったり、逆に出力過剰に陥る場合がある。特に全力時の所要の出力を満たそうとすると巡航機が出力過剰になりやすく、これは燃費の面で不利となる。このため、低速用の巡航機については小型・低出力のエンジンとする場合もある。例えばソ連海軍では、世界初のオール・ガスタービン艦として建造した61型警備艦（カシン型駆逐艦）では4基のガスタービンエンジン全てを同一機種としたが、燃費の悪さが問題になり、1134B型大型対潜艦（カーラ型巡洋艦）では、高速用の高出力エンジンと巡航用の低出力エンジンの2機種による構成として、好成績を得た。海上自衛隊のむらさめ型護衛艦では、異なるメーカーのエンジンを組み合わせることで全力時・巡航時それぞれに適した出力を得ているが、エンジンの設計思想や用語が異なり、部品も互換性がないため、整備補給や教育訓練の面からは望ましいとはいえない。アメリカ海軍のオリバー・ハザード・ペリー級ミサイルフリゲートは同一機種2基をCOGAG方式で組み合わせて1軸を駆動しており、巡航機としては出力過剰であったものと見られているが、機種統一の利点を優先して、この構成を採択している。